# Lijst van rijksmonumenten in Wijchen (plaats)
De plaats Wijchen telt 13 inschrijvingen in het rijksmonumentenregister. Hieronder een overzicht.
| Object                                                     | Oorspronkelijke functie?  | Bouwjaar              | Architect    | Locatie               | Coördinaten?                  | Nr.?   | Afbeelding                                              |
| ---------------------------------------------------------- | ------------------------- | --------------------- | ------------ | --------------------- | ----------------------------- | ------ | ------------------------------------------------------- |
| De Oude Molen                                              | Industrie- en poldermolen | 1799                  |              | Baron D' osystraat    | 51° 48' 36" NB, 5° 43' 47" OL | 39628  | Meer afbeeldingen                                       |
| Kasteel van Wijchen                                        | Kasteel, buitenplaats     | 1609-1625             | F.A. Ludewig | Kasteellaan 9         | 51° 48' 31" NB, 5° 43' 40" OL | 39629  | Meer afbeeldingen                                       |
| Herenhuis met verdieping en omlopend schilddak             | Woonhuis                  | tweede kwart 19e eeuw |              | Oude Klapstraat 10    | 51° 48' 29" NB, 5° 43' 23" OL | 39630  | Meer afbeeldingen                                       |
| R.K. kerk van de H. Antonius Abt                           | Kerk en kerkonderdeel     | 1853                  |              | Oosterweg 2           | 51° 48' 23" NB, 5° 43' 35" OL | 39631  | Meer afbeeldingen                                       |
| Pastorie der R.K. kerk                                     | Kerkelijke dienstwoning   | 1855                  |              | Oosterweg 4           | 51° 48' 23" NB, 5° 43' 36" OL | 39632  | Meer afbeeldingen                                       |
| Gepleisterd herenhuis met verdieping en omlopend schilddak | Woonhuis                  | tweede kwart 19e eeuw |              | Oud Ravensteinseweg 2 | 51° 48' 28" NB, 5° 43' 21" OL | 39633  | Meer afbeeldingen                                       |
| De Vormer                                                  | Boerderij                 | 1908                  |              | Vormerseweg 10        | 51° 47' 59" NB, 5° 42' 14" OL | 523595 | De Vormer                                               |
| Grote graan- annex wagenschuur op rechthoekig grondplan    | Boerderij                 | 1925                  |              | Vormerseweg 10        | 51° 47' 59" NB, 5° 42' 14" OL | 523596 | Grote graan- annex wagenschuur op rechthoekig grondplan |
| Voormalige paardenstal thans stalling voor schapen         | Boerderij                 | 1925                  |              | Vormerseweg 10        | 51° 47' 59" NB, 5° 42' 14" OL | 523597 | Voormalige paardenstal thans stalling voor schapen      |
| Voormalig bakhuis annex varkensstal                        | Boerderij                 | 1850-1900             |              | Vormerseweg 10        | 51° 47' 59" NB, 5° 42' 14" OL | 523598 | Meer afbeeldingen                                       |
| T-boerderij                                                | Boerderij                 | 1925                  |              | Vormerseweg 12        | 51° 47' 59" NB, 5° 42' 14" OL | 523600 | Meer afbeeldingen                                       |
| Grote graan- annex wagenschuur op rechthoekig grondplan    | Boerderij                 | 1925                  |              | Vormerseweg 12        | 51° 47' 59" NB, 5° 42' 14" OL | 523601 | Grote graan- annex wagenschuur op rechthoekig grondplan |
| Voormalig bakhuis annex varkensstal                        | Boerderij                 | 1850-1900             |              | Vormerseweg 12        | 51° 47' 59" NB, 5° 42' 14" OL | 523602 | Voormalig bakhuis annex varkensstal                     |